# Куни, Рэй
Рэймонд Джордж Альфред «Рэй» Куни (англ. Raymond George Alfred Cooney; род. 30 мая 1932, Лондон) — английский драматург и актёр. Его величайшим успехом стала пьеса «Слишком женатый таксист», продержавшаяся 9 лет в лондонском Вест-Энде, и это самая «долгоиграющая» комедия. Там он представил 17 своих постановок.

## Биография
Куни впервые вышел на сцену в 1946 году и сыграл во многих фарсах Уайтхолла под управлением Брайана Рикса в 1950-х и 1960-х. Именно в то время он написал (в соавторстве) свою первую пьесу One For The Pot.
В соавторстве с Тони Хилтоном он написал сценарий для британской телекомедии 1961 года «Какое надувательство!» (What a Carve Up!) с Сидом Джеймсом и Кеннетом Коннором в главных ролях.
Куни вместе с сыном Майклом написал водевиль Tom, Dick and Harry.
Его комедии совмещают в себе отточенную выстроенность сюжета «комедии положений», некоторую фривольность языка с реалистичностью «нереалистичных» ситуаций, где герои часто выдают себя за тех, кем не являются, все более и более «запутывая» сюжет.
В 1983 году Куни создал компанию Театр Комедии и стал её художественным руководителем. За время его руководства в театре было поставлено более двадцати пьес таких как «Пигмалион» с Питером O’Тулом и Джоном Тоу в главных ролях, «Трофеи» и «Слишком женатый таксист».
Куни также появился на телевидении в нескольких фильмах, включая экранизацию «Не сейчас, дорогая», написанную им в соавторстве с Джоном Чапмэном.
В 2005 году Рэй Куни был пожалован в офицеры Ордена Британской империи в качестве признания его заслуг в области драмы.

## Личная жизнь
Сын Майкл (Michael Cooney; род. 1967) — сценарист, автор сценария к фильму «Идентификация» с Джоном Кьюсаком в главной роли.